# Domenico Gabrielli
Domenico Gabrielli (Bologna, 15 april 1651 of 19 oktober 1659 - 10 juli 1690) was een Italiaans barokcomponist en virtuoos cellospeler. Als componist was hij bepalend voor het bevrijden van de cello uit zijn beperkte rol als basinstrument, hij schreef enkele van de vroegst bekende werken voor de cello als solo-instrument. Mogelijk lag hij in Bologna ook aan de basis van het ontwikkelen van omwonden snaren voor dit instrument. Hij was blijkbaar niet verwant met de Venetiaanse Gabrieli's.

## Leven en werk
Gabrielli studeerde compositie in Venetië bij Giovanni Legrenzi en cello bij Petronio Franceschini in Bologna. In 1676 werd hij verkozen tot de Accademia Filarmonica, een pas opgerichte muziekvereniging in Bologna, die zou uitgroeien tot een van de meest befaamde academies in Europa. In 1683 werd Gabrielli verkozen als voorzitter. Na de dood van Franceschini nam Gabrielli de positie van zijn leraar in als cellist bij het vooraanstaand muziekinstituut van Bologna, het orkest van San Petronio. In de jaren 1680 verwierf hij bekendheid als cellovirtuoos en componist van vocale muziek. Hij trad ook op voor het hof van Este in Modena (hertog Francesco II d'Este was zelf een amateur-cellist), en zijn opera's werden opgevoerd in Venetië, Modena, en Turijn. Deze nevenactiviteiten - naast zijn positie in San Petrinio - leidden even tot zijn ontslag uit het orkest in 1687, maar het volgende jaar kreeg hij zijn positie terug en hij zou er blijven tot kort voor zijn dood op negenendertigjarige leeftijd. 
Gabrielli schreef zowel verschillende opera's als instrumentale en vocale werken voor de kerk. Hij is vooral bekend als componist van sommige van de vroegste werken voor de cello als solo-instrument: twee sonates voor cello en basso continuo, een groep van zeven ricercari voor niet-begeleide cello, en een canon voor twee cello's. Zijn virtuoze uitvoeringen op dit instrument leverden hem de bijnaam Mingain (of Minghino) dal viulunzeel, een Bolognese dialectische uitdrukking die "de kleine Dominico van de cello" betekent.  

## Oeuvre

### Opera’s
- Flavio Cuniberto (dramma per musica, libretto Matteo Noris, 1682, Venetië)
- Il Cleobulo (dramma per musica, Libretto Giovanni Battista Neri, 1683, Bologna)
- Il Gige in Lidia (dramma per muisca, Libretto di Giovanni Battista Neri, 1693, Bologna)
- Teodora Augusta (dramma per musica, Libretto Adriano Morselli, 1685, Venetië)
- Clearco in Negroponte (dramma per musica, Libretto di Antonio Arcoleo, 1685, Venetië)
- Rodoaldo, re d'Italia (dramma per musica, Libretto  Tommaso Stanzani, 1685, Venetië)
- Le generose gare tra Cesare e Pompeo (dramma per musica, Libretto Rinaldo Cialli, 1686, Venetië)
- Il Maurizio (dramma per musica, Libretto Adriano Morselli, 1686, Venetië)
- Il Gordiano (dramma per musica, Libretto Adriano Morselli, 1688, Venetië)
- Carlo il grande (dramma per musica, Libretto Adriano Morselli, 1688, Venetië)
- Silvo, re degli Albani (melodramma, Libretto Pietro d'Averara, 1689, Turijn)

### Oratoria
- San Sigismondo, re di Borgogna (Libretto,  D. Bernardoni, 1687, Bologna)
- Elia sacrificante (Libretto, P. P. Sita, 1688, Bologna)
- Il martirio di Santa Felicita (Libretto, F. Sacrati, 1689, Modena)
- Il battesimo di Carlo, antico imperatore il Magno (1718, Lucca, kwijtgeraakt)

### Instrumentale werken
- Balletti a tre, Gighe, Correnti, Allemande, Sarabande op. 1 (1684)
- Tre sonate per violoncello e tiorba o cembalo (1687)
- Sette ricercari per il violoncello solo (1688)
- Varie composizioni per tromba ed orchestra